# Eric Chatfield
Eric Derill Chatfield, né le 7 décembre 1979 dans le Queens (États-Unis), est un joueur de basket-ball professionnel américain.

## Clubs
- 1998-1999 :  Lufkin Junior College
- 1999-2000 :  Scottsbluff Junior College
- 2000-2002 :  New Mexico Lobos (NCAA)
- 2002-2004 :  Club sportif La Sagesse (Ligue FLB)
- 2004 :  Ionikos Athènes (ESAKE)
- 2004-2005 :  Champville SC (Ligue FLB)
- 2005-2006 :  Gary Steelheads (CBA)
- 2006 :  Al Rayyan (Division 1)
- 2006-2007 :  Francfort Skyliners (BBL)
- 2007-2008 :  Darüşşafaka SK (TBL)
- 2008 :  Al Rayyan (Division 1)
- 2008 :  Al Qadsia (Division 1)
- 2008-2009 :  JDA Dijon (Pro A)
- 2009-2010 :  SPO Rouen (Pro A)
- 2010-2011 :  Al Jalaa Alep (Division 1)
- 2011-2012 :  Paris-Levallois (Pro A)
- 2012 :  Juvecaserta Basket (LegA)
- 2012-2013 :  Al Moutahed Tripoli
- 2013-2014 :  Cholet Basket

## Palmarès
- Coupe d'Asie des clubs 2004
- Champion du Liban 2003
- Champion du Liban 2004